# Lucio Calpurnio Pisone (console 27)
Lucio Calpurnio Pisone (in latino: Lucius Calpurnius Piso; 7 a.C. circa – anni 70) è stato un magistrato romano, console dell'Impero romano.

## Biografia

### Origini familiari
Rampollo dell'illustre gens Calpurnia, e in particolare dell'importante ramo dei Calpurnii Pisones, Pisone era figlio di Gneo Calpurnio Pisone, figlio dell'omonimo console del 23 a.C., intimo amicus di Tiberio, console con lo stesso futuro princeps nel 7 a.C. e noto in particolare per il suo mandato di legatus Augusti pro praetore in Siria, durante il quale si scontrò con Germanico al momento dell'invio di quest'ultimo in Oriente tra 17 e 19. La madre era Munazia Plancina, con ogni probabilità nipote del console del 42 a.C., Lucio Munazio Planco, figlia del comes di Tiberio in Asia nel 20 a.C., Munazio, e sorella del console del 13, Lucio Munazio Planco Paolino. Alla nascita, Pisone portava i nomi di Gneo Calpurnio Pisone, che lo identificano come figlio maggiore della coppia e fratello maggiore di Marco Calpurnio Pisone, che accompagnò il padre in Siria. Rimangono dubbi se la Calpurnia citata nel senatus consultum de Cn. Pisone patre fosse sorella o figlia di Pisone.

### Il processo a Pisone padre
Molto degli inizi della carriera di Pisone è noto dalle sue menzioni nei testi relativi al processo che il padre subì nei primi mesi del 20 per aver tentato di scatenare una guerra civile in Oriente dopo la morte di Germanico nell'ottobre del 19 e il termine del suo mandato in Siria. Il senatus consultum de Cn. Pisone patre rivela che l'allora Gneo doveva essere stato al servizio dello stesso Germanico per essere liberalitate sua honoratus: è probabile che sia stato tribuno militare laticlavio durante la spedizione germanica del figlio del princeps tra 13 e 16, e in ogni caso era in ottimi rapporti con quest'ultimo. Tacito, poi, afferma che Pisone padre scrisse una lettera di suo pugno a Tiberio implorandolo di risparmiare il figlio Gneo dalle accuse perché, mentre lui stesso era in Siria, quello era rimasto per tutto il tempo a Roma, e non aveva quindi alcun ruolo nelle colpe del padre: il senatus consultum de Cn. Pisone patre chiarisce che Gneo era rimasto a Roma perché in quel periodo, probabilmente per l'anno 17/18, era stato questore personale di Tiberio. Infine, Tacito racconta che il console del 20, Marco Aurelio Cotta Massimo Messalino, nel presentare le sue dure proposte contro la famiglia di Pisone padre, propose, e il senatus consultum de Cn. Pisone patre chiarisce che il senato accettò, che il giovane Gneo, alla luce del suo non-coinvolgimento nei reati paterni, dovesse ricevere parte dei beni paterni a patto, però, che modificasse il suo nome, per eliminare qualsiasi traccia della nomenclatura del dannato padre, che nel mentre si era suicidato resosi conto dell'alienazione dell'amicitia di Tiberio, e per esortare lo stesso figlio, finora impeccabile, a mantenersi lontano dallo sciagurato esempio paterno: fu allora che Gneo cambiò nome in Lucio Calpurnio Pisone.

### Carriera sotto Tiberio
Lucio dovette in seguito mantenere il favore di Tiberio, che probabilmente intendeva ricordare il vecchio amico Pisone padre promuovendo l'unico figlio emerso innocente dal processo. Lucio riuscì così ad ottenere il consolato nel 27 come ordinario al fianco del nobile Marco Licinio Crasso Frugi per il primo semestre dell'anno: a luglio, i due furono sostituiti da Publio Cornelio Lentulo e Gaio Sallustio Passieno Crispo. Il consolato di Lucio e Crasso si distinse per numerosi disastri: il crollo dell'anfiteatro di Fidene, l'incendio del Colle Celio, l'accusa a Publio Quintilio Varo da parte di Gneo Domizio Afro e Publio Cornelio Dolabella, e infine il definitivo ritiro di Tiberio a Capri con conseguente inasprimento dei controlli di Seiano, rimasto solo a Roma, su Agrippina maggiore e Nerone Cesare.
L'amicitia di Tiberio nei confronti di Lucio appare manifestamente anche nel successivo incarico documentato per Lucio. Questi, infatti, probabilmente alla morte di Cosso Cornelio Lentulo nel 36, lo sostituì come praefectus urbi, mantenendo la carica probabilmente fino al 38/39, quando fu sostituito da Quinto Sanquinio Massimo: fu proprio a Lucio, in qualità di prefetto urbano, che Caligola annunciò la morte di Tiberio e la propria ascesa al principato nel marzo del 37.

### Sotto Caligola e Claudio
Sotto Caligola, figlio del nemico del padre Pisone, Germanico, Lucio andò incontro a spiacevoli difficoltà. Estratto a sorte come proconsole della provincia d'Africa per l'anno 38/39 o 39/40 forse in sostituzione di Servio Cornelio Cetego, Lucio si scontrò con i sospetti di Caligola, accresciuti dai sempre più tesi rapporti con il senato proprio all'alba della sua spedizione germanica e dalla conoscenza del fatto che il proconsole d'Africa era l'unico membro del senato non direttamente dipendente dal princeps a comandare una legione, la legio III Augusta di stanza ad Ammaedara: Caligola allora decise di sottrarre al proconsole il comando militare della legione e di affidarlo ad un legato di legione di rango pretorio direttamente alle proprie dipendenze, lasciando al proconsole la sola amministrazione civile della parte costiera della provincia (un'innovazione mantenuta da Claudio che però non sembra aver portato alla scissione formale della provincia in Africa Proconsolare e Numidia, come invece sarebbe avvenuto nel 193).
L'ultima carica probabilmente ricoperta da Lucio è attestata da un'iscrizione dalmata (anche se a tutt'oggi non è chiaro se il Pisone citato in essa sia Lucio, il futuro cospiratore neroniano Gaio Calpurnio Pisone o un altro ignoto Pisone di rango consolare) è quella di legatus Augusti pro praetore della provincia di Dalmazia sotto Claudio, che aveva riabilitato Pisone probabilmente nel suo tentativo di coinvolgere l'aristocrazia senatoria nella sua interezza nel proprio governo: il mandato sembrerebbe da datarsi tra 43, quando Lucio presumibilmente sostituì Lucio Salvio Otone, e 46.

### Fine sotto Vespasiano
L'ultima menzione di Pisone emerge quasi mezzo secolo dopo: in una lettera datata attorno al 101, Plinio il Giovane, riflettendo sulla rapidità dello scorrere del tempo all'indomani della morte dell'anziano Silio Italico, riporta come non molto tempo prima Lucio, ancora in vita quindi sotto Vespasiano, fosse solito dire che in senato non riusciva più a trovare nessuno cui avesse chiesto un parere quando era console nel lontano 27. Considerata l'avanzata età di Lucio all'epoca, è probabile che sia morto poco dopo, alla fine del principato di Vespasiano.

### Discendenza
Da moglie ignota Lucio ebbe sicuramente un figlio, l'omonimo Lucio Calpurnio Pisone, che, nato attorno al 24, fu console ordinario nel 57 insieme al princeps Nerone, sposò Licinia Magna, figlia del collega console del padre Marco Licinio Crasso Frugi e di Scribonia, e quindi discendente dei triumviri Marco Licinio Crasso e Gneo Pompeo Magno, e ucciso, per ironia della sorte, durante il suo proconsolato d'Africa nel 69/70 per la sua vicinanza a Vitellio, motivo per cui proprio il legato di legione della legio III Augusta, ormai sottratta al controllo proconsolare, Gaio Calpetano Ranzio Quirinale Valerio Festo, alleato dei Flavi, lo fece uccidere. Licinia Magna e Lucio dovettero poi senz'altro avere una figlia, che sposò il consobrinus paterno Calpurnio Pisone Galeriano, anch'egli fatto uccidere da uno dei sostenitori dei Flavi, Gaio Licinio Muciano, nel 69.